# Poljé de la Nava

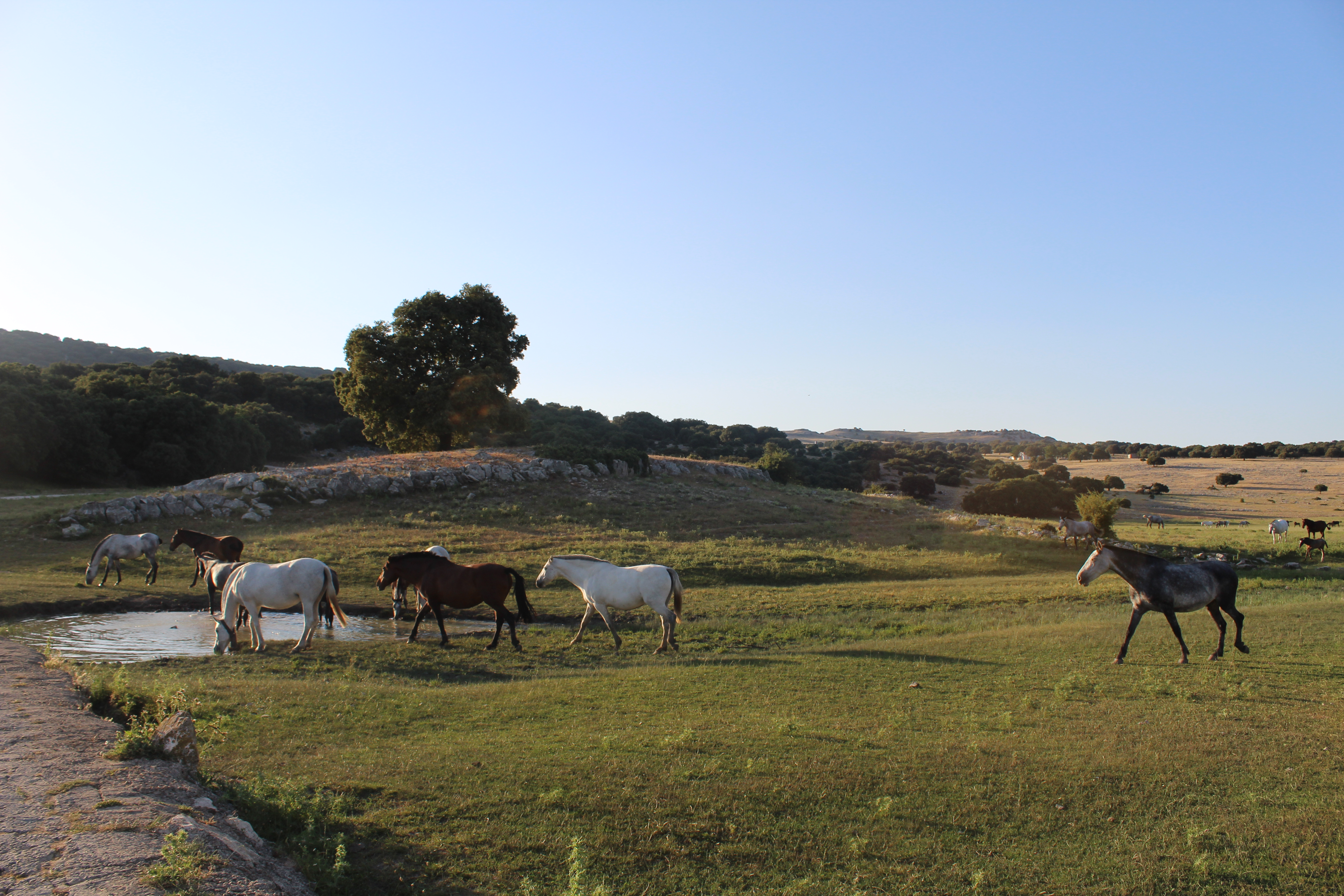
Caballos en el poljé de la Nava.

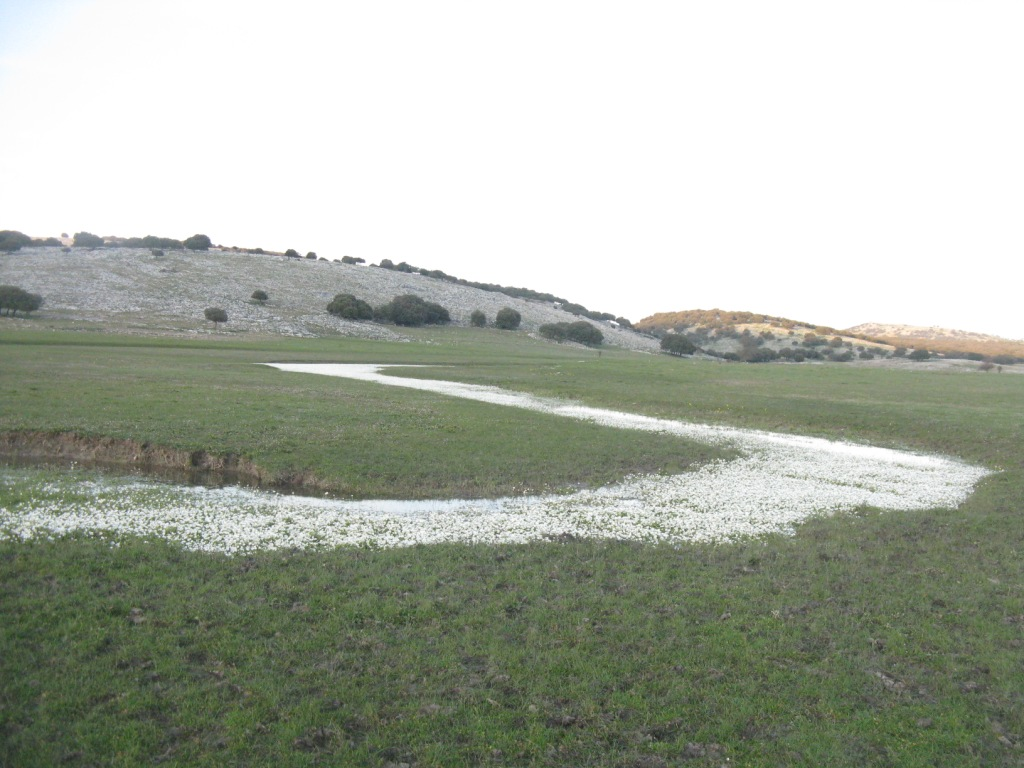
Vista parcial del poljé de La Nava, con el río Bailón.

El poljé de La Nava es un poljé situado junto a la sierra de Cabra, en el término municipal de Cabra (Córdoba), España, dentro del parque natural de las Sierras Subbéticas. Es una amplia meseta o valle alargado de fondo plano, situada a unos 900 metros de altitud, con una extensión de unos 4 km², rodeado de abruptas sierras calizas en las que predomina el relieve cárstico.

## Situación y accesibilidad
Se accede desde la carretera autonómica A-339, entre las localidades de Cabra y Priego de Córdoba, por la carretera comarcal CO-6212 que se inicia en el paraje conocido como “Venta de los Pelaos” y asciende hasta el Picacho de la Sierra de Cabra. 
La Nava está circundada por el picacho de Cabra (o picacho de la Ermita, 1.217 m), la sierra de Lobatejo (1.380 m) y la sierra de Camarena.
En uno de sus bordes se encuentra la cascada de Las Chorreras, un pequeño salto de agua de régimen estacional.

## Composición del suelo
En la composición del suelo del poljé de La Nava predominan las margas del Mioceno medio (entre -15 y -8 millones de años) y materiales detríticos formados a partir de sedimentos depositados en un mar poco profundo a partir de materiales calizos erosionados y transportados por los ríos en un periodo comprendido entre -200 millones de años (al inicio del Jurásico) hasta hace -25 millones de años (Era Terciaria). Desde entonces, esos  materiales comenzaron a emerger tras complejos procesos tectónicos que los sometieron a compresiones, deformaciones, fracturas, apilamientos y cabalgamientos que, junto a la intensa erosión de las rocas calizas han modelado el relieve circundante actual.
Estos materiales arcillosos forman un suelo impermeable asentado sobre calizas oolíticas del jurásico medio (-170 a -150 millones años) dispuestas a su vez sobre calizas blancas del jurásico inferior (-210 a -170 millones años). Debido a esta escasa permeabilidad, La Nava se encharca en temporada de lluvias y es atravesada por un pequeño río estacional que la drena, el río Bailón, uno de los escasos cursos de agua de la zona. Las sierras circundantes son rocosas y poseen una altísima permeabilidad que explica la existencia de fenómenos cársticos (lapiaces, dolinas, simas, cuevas...) y de manantiales en la periferia.

## Flora y fauna
La vegetación es escasa y debe estar adaptada a los periodos en los que el terreno permanece inundado. Entre las especies arbóreas se encuentran algunos quejigos, olmos y majuelos. Entre la vegetación de menor porte destacan especies herbáceas, peonías, orquídeas y ciertos endemismos (narcisos).
No hay mucha fauna salvaje pero existen actividades ganaderas tradicionales de ovejas, cabras y caballos.

## XIV Congreso Geológico Internacional
La zona fue bien estudiada con ocasión de la celebración del XIV Congreso Geológico Internacional, celebrado en Madrid en 1926, gracias a la visita organizada por Juan Carandell y Pericay, entonces catedrático del Instituto Aguilar y Eslava, de Cabra.